# Ленин. Пантократор солнечных пылинок
«Ленин. Пантократор солнечных пылинок» (2017) — художественная биография Владимира Ленина авторства Льва Данилкина.
Книга получила первую премию «Большой книги» за сезон 2016/2017.
В биографии ведётся активный диалог эпохи автора с эпохой героя, что позволяет переплести и связать воедино множество исторических линий и мотивов и интерпретировать их согласно художнической концепции писателя.

## История создания и публикации
Работа над книгой велась в течение 5 лет. Поездки совершались с 2012 по 2016 год. Автор изучил 55 томов ПСС, посетил места пребывания Владимира Ленина.
Книга вышла в 2017 в издательстве «Молодая гвардия» в серии ЖЗЛ.

## Критика
К недостаткам произведения относят его размеры. Также критикуются источники, на которые опирается биограф, часто противоречат друг другу, но в этих расхождениях как раз есть логика, отражающая разные подходы, взгляды и методологии. Основная дискуссия по поводу книги строится вокруг претензий со стороны историков: Данилкин прикрывается фигурой рассказчика и заставляет полюбить Ленина, потому что (якобы) сам к нему неравнодушен.

Инъекция здравомыслия, справедливости и здоровой злости — вот что такое эта книга. И чем больше этой самой злости она вызовет — даже у тех, кто её не примет и разнесёт в пух и прах, — тем скорей что-нибудь изменится к лучшему. В этом ещё одна важная и, пожалуй, симпатичная черта Ленина: он добавляет масштаба не только своим союзникам и биографам, но и врагам.— Дмитрий Быков

Мне кажется, это лучшая биография Ленина в истории с большим отрывом. Если у моего поколения и у моего социального круга есть какое-то оправдание перед российской культурой, то это, конечно, книжки Данилкина. Вот он на сто процентов исполняет свой долг.— Юрий Сапрыкин

Плотный, очень насыщенный текст «Пантократора» — это ещё и тревелог по ленинским местам, по которым Данилкин носится с азартом ДэнБрауновского профессора Лэнгдона в попытке разгадать код вождя революции.— Книжный разворот

Таких текстов про Ленина никогда не писали. Мало кому в наше время придёт в голову идея читать собрание сочинений Ленина и изучать связанные с ним документы, за исключением академических историков и особенно рьяных активистов левацких партий. Данилкин по взглядам, конечно, левый, но на какой-то свой особый манер. И он Ленина изучил, перевёл на свой собственный язык.— Константин Мильчин